# São João Evangelista (Santarém)
São João Evangelista, também conhecida como São João Evangelista do Alfange, era uma antiga freguesia de Santarém, situada na zona baixa da cidade, mais propriamente no bairro do Alfange. Esta paróquia, já existente nos finais do século XII, foi extinta e integrada na de Santa Iria em 1851, por decisão de D. Guilherme, Patriarca de Lisboa. 
Actualmente, o território que fazia parte desta freguesia encontra-se integrado na de Marvila. A antiga igreja paroquial desta freguesia, a Igreja de São João Evangelista do Alfange, ainda persiste actualmente, tendo sido restaurada e reaberta ao culto há poucos anos.